# Lijst van afleveringen van Chicago Fire
Dit is een lijst met afleveringen van de Amerikaanse televisieserie Chicago Fire.
Een overzicht van alle afleveringen is hieronder te vinden.

## Seizoen 1 (2012-2013)
| nr. in serie | nr. in seizoen | Titel                 | Regisseur          | Schrijver(s)                     | Uitzenddatum     |
| ------------ | -------------- | --------------------- | ------------------ | -------------------------------- | ---------------- |
| 1            | 1              | Pilot                 | Jeffrey Nachmanoff | Michael Brandt & Derek Haas      | 10 oktober 2012  |
| 2            | 2              | Mon Amour             | Tom DiCillo        | Michael Brandt & Derek Haas      | 17 oktober 2012  |
| 3            | 3              | Professional Courtesy | Joe Chappelle      | Matt Olmstead                    | 24 oktober 2012  |
| 4            | 4              | One Minute            | Gloria Muzio       | Andrea Newman                    | 31 oktober 2012  |
| 5            | 5              | Hanging On            | Jean de Segonzac   | Marc Dube                        | 7 november 2012  |
| 6            | 6              | Rear View Mirror      | Joe Chappelle      | Thania St. John                  | 14 november 2012 |
| 7            | 7              | Two Families          | Michael Slovis     | Michael Brandt & Derek Haas      | 21 november 2012 |
| 8            | 8              | Leaving the Station   | Constantine Makris | Bryan Oh                         | 5 december 2012  |
| 9            | 9              | It Ain't Easy         | Tom DiCillo        | Hilly Hicks jr.                  | 12 december 2012 |
| 10           | 10             | Merry Christmas, Etc  | Steve Shill        | Michael Gilvary                  | 19 december 2012 |
| 11           | 11             | God Has Spoken        | Daniel Sackheim    | Andrea Newman & Marc Dube        | 2 januari 2013   |
| 12           | 12             | Under the Knife       | Alex Chapple       | Matt Olmstead & Ryan Rege Harris | 9 januari 2013   |
| 13           | 13             | Warm and Dead         | Alik Sakharov      | Michael Brandt & Derek Haas      | 30 januari 2013  |
| 14           | 14             | A Little Taste        | Arthur W. Forney   | Matt Olmstead & Hilly Hicks jr.  | 6 februari 2013  |
| 15           | 15             | Nazdarovya!           | Joe Chappelle      | Andrea Newman                    | 13 februari 2013 |
| 16           | 16             | Viral                 | Michael Brandt     | Michael Gilvary                  | 20 februari 2013 |
| 17           | 17             | Better to Lie         | Joe Chappelle      | Matt Olmstead & Ryan Rege Harris | 27 februari 2013 |
| 18           | 18             | Fireworks             | Karen Gaviola      | Tim Talbott                      | 20 maart 2013    |
| 19           | 19             | A Coffin That Small   | Darnell Martin     | Steve Chickerotis                | 27 maart 2013    |
| 20           | 20             | Ambition              | Arthur W. Forney   | Andrea Newman & Michael Gilvary  | 3 april 2013     |
| 21           | 21             | Retaliation Hit       | Jean de Segonzac   | Matt Olmstead & Hilly Hicks jr.  | 1 mei 2013       |
| 22           | 22             | Leaders Lead          | Michael Slovis     | Dick Wolf & Matt Olmstead        | 8 mei 2013       |
| 23           | 23             | Let Her Go            | Joe Chappelle      | Dick Wolf & Matt Olmstead        | 15 mei 2013      |
| 24           | 24             | A Hell of a Ride      | Alex Chapple       | Andrea Newman & Michael Gilvary  | 22 mei 2013      |

## Seizoen 2 (2013-2014)
| nr. in serie | nr. in seizoen | Titel                            | Regisseur          | Schrijver(s)                      | Uitzenddatum      |
| ------------ | -------------- | -------------------------------- | ------------------ | --------------------------------- | ----------------- |
| 25           | 1              | A Problem House                  | Joe Chappelle      | Michael Brandt & Derek Haas       | 24 september 2013 |
| 26           | 2              | Prove It                         | Tom DiCillo        | Andrea Newman                     | 1 oktober 2013    |
| 27           | 3              | Defcon 1                         | Joe Chappelle      | Michael Gilvary                   | 8 oktober 2013    |
| 28           | 4              | A Nuisance Call                  | Steve Shill        | Matt Olmstead & Hilly Hicks jr.   | 15 oktober 2013   |
| 29           | 5              | A Power Move                     | Jann Turner        | Andi Bushell                      | 22 oktober 2013   |
| 30           | 6              | Joyriding                        | Steve Shill        | Derek Haas & Tim Talbott          | 12 november 2013  |
| 31           | 7              | No Regrets                       | Michael Slovis     | Michael Brandt & Ryan Rege Harris | 19 november 2013  |
| 32           | 8              | Rhymes With Shout                | Joe Chappelle      | Andrea Newman                     | 26 november 2013  |
| 33           | 9              | You Will Hurt Him                | Sanford Bookstaver | Michael Gilvary                   | 3 december 2013   |
| 34           | 10             | Not Like This                    | Alex Chapple       | Michael Brandt & Derek Haas       | 10 december 2013  |
| 35           | 11             | Shoved In My Face                | Jean de Segonzac   | Hilly Hicks jr.                   | 7 januari 2014    |
| 36           | 12             | Out With a Bang                  | Alik Sakharov      | Andrea Newman                     | 14 januari 2014   |
| 37           | 13             | Tonight's the Night              | Jann Turner        | Derek Haas & Tim Talbott          | 21 januari 2014   |
| 38           | 14             | Virgin Skin                      | Karen Gaviola      | Michael Brandt & Ryan Rege Harris | 25 februari 2014  |
| 39           | 15             | Keep Your Mouth Shut             | Holly Dale         | Michael Gilvary                   | 4 maart 2014      |
| 40           | 16             | A Rocket Blasting Off            | Sanford Bookstaver | Matt Olmstead & Hilly Hicks jr.   | 1 maart 2014      |
| 41           | 17             | When Things Got Rough            | Jann Turner        | Andrea Newman                     | 18 maart 2014     |
| 42           | 18             | Until Your Feet Leave the Ground | Michael Slovis     | Matt Olmstead & Mick Betancourt   | 8 april 2014      |
| 43           | 19             | A Heavy Weight                   | Reza Tabrizi       | Michael Gilvary                   | 15 april 2014     |
| 44           | 20             | A Dark Day                       | Joe Chappelle      | Dick Wolf & Matt Olmstead         | 29 april 2014     |
| 45           | 21             | One More Shot                    | Jean de Segonzac   | Andrea Newman                     | 6 mei 2014        |
| 46           | 22             | Real Never Waits                 | Michael Brandt     | Michael Brandt & Derek Haas       | 13 mei 2014       |

## Seizoen 3 (2014-2015)
| nr. in serie | nr. in seizoen | Titel                                | Regisseur          | Schrijver(s)                        | Uitzenddatum      |
| ------------ | -------------- | ------------------------------------ | ------------------ | ----------------------------------- | ----------------- |
| 47           | 1              | Always                               | Joe Chappelle      | Michael Brandt & Derek Haas         | 23 september 2014 |
| 48           | 2              | Wow Me                               | Tom DiCillo        | Andrea Newman                       | 30 september 2014 |
| 49           | 3              | Just Drive the Truck                 | Sanford Bookstaver | Michael Gilvary                     | 7 oktober 2014    |
| 50           | 4              | Apologies Are Dangerous              | Steve Shill        | Michael Brandt & Ryan Rege Harris   | 14 oktober 2014   |
| 51           | 5              | The Nuclear Option                   | Joe Chappelle      | Tim Talbott                         | 21 oktober 2014   |
| 52           | 6              | Madmen and Fools                     | Rod Holcomb        | Tiller Russell                      | 28 oktober 2014   |
| 53           | 7              | Nobody Touches Anything              | Alex Chapple       | Dick Wolf & Jill Weinberger         | 11 november 2014  |
| 54           | 8              | Chopper                              | Jann Turner        | Derek Haas & Michael A. O'Shea      | 18 november 2014  |
| 55           | 9              | Arrest in Transit                    | Jean de Segonzac   | Andrea Newman                       | 25 november 2014  |
| 56           | 10             | Santa Bites                          | Holly Dale         | Michael Brandt & Derek Haas         | 2 december 2014   |
| 57           | 11             | Let Him Die                          | Steve Shill        | Michael Gilvary                     | 6 januari 2015    |
| 58           | 12             | Ambush Predator                      | Joe Chappelle      | Steve Chikerotis & Tiller Russell   | 13 januari 2015   |
| 59           | 13             | Three Bells                          | Arthur W. Forney   | Jill Weinberger                     | 3 februari 2015   |
| 60           | 14             | Call It Paradise                     | Reza Tabrizi       | Matt Olmstead & Michael A. O'Shea   | 10 februari 2015  |
| 61           | 15             | Headlong Toward Disaster             | Joe Chappelle      | Michael Gilvary                     | 17 februari 2015  |
| 62           | 16             | Red Rag the Bull                     | Sanford Bookstaver | Tiller Russell                      | 3 maart 2015      |
| 63           | 17             | Forgive You Anything                 | Reza Tabrizi       | Dick Wolf & Matt Olmstead           | 10 maart 2015     |
| 64           | 18             | Forgiving, Relentless, Unconditional | Karyn Kusama       | Michael A. O'Shea & Jill Weinberger | 17 maart 2015     |
| 65           | 19             | I Am the Apocalypse                  | Joe Chappelle      | Dick Wolf & Matt Olmstead           | 7 april 2015      |
| 66           | 20             | You Know Where to Find Me            | Jean de Segonzac   | Michael Gilvary                     | 21 april 2015     |
| 67           | 21             | We Called Her Jellybean              | Joe Chappelle      | Matt Olmstead & Tiller Russell      | 28 april 2015     |
| 68           | 22             | Category 5                           | Dan Lerner         | Andrea Newman                       | 5 mei 2015        |
| 69           | 23             | Spartacus                            | Michael Brandt     | Michael Brandt & Derek Haas         | 12 mei 2015       |

## Seizoen 4 (2015-2016)
| nr. in serie | nr. in seizoen | Titel                      | Regisseur          | Schrijver(s)                              | Uitzenddatum     |
| ------------ | -------------- | -------------------------- | ------------------ | ----------------------------------------- | ---------------- |
| 70           | 1              | Let It Burn                | Joe Chappelle      | Andrea Newman & Michael Gilvary           | 13 oktober 2015  |
| 71           | 2              | A Taste of Panama City     | Sanford Bookstaver | Tiller Russell                            | 20 oktober 2015  |
| 72           | 3              | I Walk Away                | Tom DiCillo        | Sarah Kucserka & Veronica West            | 27 oktober 2015  |
| 73           | 4              | Your Day Is Coming         | Reza Tabrizi       | Jill Weinberger                           | 3 november 2015  |
| 74           | 5              | Regarding This Wedding     | Joe Chappelle      | Michael A. O'Shea                         | 10 november 2015 |
| 75           | 6              | 2112                       | Holly Dale         | Ian McCulloch                             | 17 november 2015 |
| 76           | 7              | Sharp Elbows               | Dan Lerner         | Tiller Russell & Liz Alper & Ally Seibert | 24 november 2015 |
| 77           | 8              | When Tortoises Fly         | Haze Bergeron      | Michael Gilvary                           | 1 december 2015  |
| 78           | 9              | Short and Fat              | Joe Chappelle      | Michael Brandt & Derek Haas               | 8 december 2015  |
| 79           | 10             | The Beating Heart          | Reza Tabrizi       | Andrea Newman                             | 5 januari 2016   |
| 80           | 11             | The Path of Destruction    | Drucilla Carlson   | Sarah Kucserka & Veronica West            | 19 januari 2016  |
| 81           | 12             | Not Everyone Makes It      | Reza Tabrizi       | Tiller Russell                            | 26 januari 2016  |
| 82           | 13             | The Sky Is Falling         | Joe Chappelle      | Michael Brandt & Michael A. O'Shea        | 2 februari 2016  |
| 83           | 14             | All Hard Parts             | Sanford Bookstaver | Jill Weinberger                           | 9 februari 2016  |
| 84           | 15             | Bad For the Soul           | Jann Turner        | Andrea Newman & Michael Gilvary           | 16 februari 2016 |
| 85           | 16             | Two Ts                     | Reza Tabrizi       | Derek Haas & Ian McCulloch                | 23 februari 2016 |
| 86           | 17             | What Happened to Courtney  | Jeffrey Hunt       | Matt Olmstead                             | 29 maart 2016    |
| 87           | 18             | On the Warpath             | Joe Chappelle      | Sarah Kucserka & Veronica West            | 5 april 2016     |
| 88           | 19             | I Will Be Walking          | Sanford Bookstaver | Tiller Russell                            | 19 april 2016    |
| 89           | 20             | The Last One for Mom       | Fred Berner        | Matt Olmstead                             | 26 april 2016    |
| 90           | 21             | Kind of a Crazy Idea       | Joe Chappelle      | Andrea Newman & Michael Gilvary           | 3 mei 2016       |
| 91           | 22             | Where the Collapse Started | Sanford Bookstaver | Sarah Kucserka & Veronica West            | 10 mei 2016      |
| 92           | 23             | Superhero                  | Michael Brandt     | Ian McCulloch & Michael A. O'Shea         | 17 mei 2016      |

## Seizoen 5 (2016-2017)
| nr. in serie | nr. in seizoen | Titel                      | Regisseur              | Schrijver(s)                               | Uitzenddatum     |
| ------------ | -------------- | -------------------------- | ---------------------- | ------------------------------------------ | ---------------- |
| 93           | 1              | The Hose or the Animal     | Joe Chappelle          | Michael Brandt & Derek Haas                | 11 oktober 2016  |
| 94           | 2              | A Real Wake-Up Call        | Reza Tabrizi           | Andrea Newman & Michael Gilvary            | 18 oktober 2016  |
| 95           | 3              | Scorched Earth             | Joe Chappelle          | Sarah Kucserka & Veronica West             | 25 oktober 2016  |
| 96           | 4              | Nobody Else is Dying Today | Sanford Bookstaver     | Jill Weinberger                            | 1 november 2016  |
| 97           | 5              | I Held Her Hand            | Reza Tabrizi           | Roger Grant                                | 15 november 2016 |
| 98           | 6              | That Day                   | Dan Lerner             | Michael A. O'Shea                          | 22 november 2016 |
| 99           | 7              | Lift Each Other            | Alex Chapple           | Liz Alper & Ally Seibert                   | 29 november 2016 |
| 100          | 8              | One Hundred                | Joe Chappelle          | Michael Brandt & Derek Haas                | 6 december 2016  |
| 101          | 9              | Some Make It, Some Don't   | Drucilla Carlson       | Andrea Newman                              | 3 januari 2017   |
| 102          | 10             | The People We Meet         | David Rodriguez        | Sarah Kucserka & Veronica West             | 17 januari 2017  |
| 103          | 11             | Who Lives and Who Dies     | Haze J.F. Bergeron III | Michael Gilvary                            | 24 januari 2017  |
| 104          | 12             | An Agent of the Machine    | Jann Turner            | Jill Weinberger                            | 7 februari 2017  |
| 105          | 13             | Trading in Scuttlebutt     | Reza Tabrizi           | Roger Grant                                | 14 februari 2017 |
| 106          | 14             | Purgatory                  | Joe Chappelle          | Michael Brandt & Derek Haas                | 21 februari 2017 |
| 107          | 15             | Deathtrap                  | Joe Chappelle          | Andrea Newman                              | 1 maart 2017     |
| 108          | 16             | Telling Her Goodbye        | Reza Tabrizi           | Michael A. O'Shea                          | 21 maart 2017    |
| 109          | 17             | Babies and Fools           | Holly Dale             | Michael Gilvary & Liz Alper & Ally Seibert | 28 maart 2017    |
| 110          | 18             | Take a Knee                | Joe Chappelle          | Michael Brandt & Derek Haas                | 4 april 2017     |
| 111          | 19             | Carry Their Legacy         | Reza Tabrizi           | Michael A. O'Shea                          | 25 april 2017    |
| 112          | 20             | Carry Me                   | Eric Laneuville        | Jill Weinberger                            | 2 mei 2017       |
| 113          | 21             | Sixty Days                 | Sanford Bookstaver     | Michael Gilvary                            | 9 mei 2017       |
| 114          | 22             | My Miracle                 | Michael Brandt         | Michael Brandt & Derek Haas                | 16 mei 2017      |

## Seizoen 6 (2017-2018)
| nr. in serie | nr. in seizoen | Titel                              | Regisseur          | Schrijver(s)                                 | Uitzenddatum      |
| ------------ | -------------- | ---------------------------------- | ------------------ | -------------------------------------------- | ----------------- |
| 115          | 1              | It Wasn't Enough                   | Reza Tabrizi       | Derek Haas                                   | 28 september 2017 |
| 116          | 2              | Ignite on Contact                  | John Hyams         | Andrea Newman                                | 5 oktober 2017    |
| 117          | 3              | An Even Bigger Surprise            | Sanford Bookstaver | Jill Weinberger                              | 12 oktober 2017   |
| 118          | 4              | A Breaking Point                   | Matt Earl Beesley  | Michael A. O'Shea                            | 19 oktober 2017   |
| 119          | 5              | Devil's Bargain                    | Jono Oliver        | Michael Gilvary                              | 26 oktober 2017   |
| 120          | 6              | Down is Better                     | Reza Tabrizi       | Derek Haas                                   | 2 november 2017   |
| 121          | 7              | A Man's Legacy                     | Joe Chappelle      | Alvaro Rodriguez                             | 4 januari 2018    |
| 122          | 8              | The Whole Point of Being Roommates | Stephen Cragg      | Jamila Daniel                                | 11 januari 2018   |
| 123          | 9              | Foul is Fair                       | Sanford Bookstaver | Derek Haas                                   | 18 januari 2018   |
| 124          | 10             | Slamigan                           | Bill Johnson       | Andrea Newman                                | 25 januari 2018   |
| 125          | 11             | Law of the Jungle                  | Reza Tabrizi       | Michael A. O'Shea                            | 1 februari 2018   |
| 126          | 12             | The F is For                       | James Hanlon       | Jill Weinberger                              | 1 maart 2018      |
| 127          | 13             | Hiding Not Seeking                 | Leslie Libman      | Derek Haas & Andrea Newman & Michael Gilvary | 8 maart 2018      |
| 128          | 14             | Looking for a Lifeline             | Joe Chappelle      | Derek Haas                                   | 22 maart 2018     |
| 129          | 15             | The Chance to Forgive              | Reza Tabrizi       | Michael A. O'Shea & Jamila Daniel            | 22 maart 2018     |
| 130          | 16             | The One that Matters the Most      | Bill Johnson       | Michael Gilvary                              | 29 maart 2018     |
| 131          | 17             | Put White on Me                    | Matt Earl Beesley  | Jill Weinberger                              | 5 april 2018      |
| 132          | 18             | When They See Us Coming            | Lin Oeding         | Andrea Newman & Michael Gilvary              | 12 april 2018     |
| 133          | 19             | Where I Want to Be                 | Eric Laneuville    | Michael A. O’Shea                            | 19 april 2018     |
| 134          | 20             | The Strongest Among Us             | Reza Tabrizi       | Derek Haas                                   | 26 april 2018     |
| 135          | 21             | The Unrivaled Standard             | Joe Chappelle      | Jeff Drayer                                  | 3 mei 2018        |
| 136          | 22             | One for the Ages                   | Leslie Libman      | Michael Gilvary & Andrea Newman              | 10 mei 2018       |
| 137          | 23             | The Grand Gesture                  | Reza Tabizi        | Derek Hass                                   | 10 mei 2018       |

## Seizoen 7 (2018-2019)
| nr. in serie | nr. in seizoen | Titel                          | Regisseur          | Schrijver(s)                    | Uitzenddatum      |
| ------------ | -------------- | ------------------------------ | ------------------ | ------------------------------- | ----------------- |
| 138          | 1              | A Closer Eye                   | Sanford Bookstaver | Derek Haas                      | 26 september 2018 |
| 139          | 2              | Going to War                   | Reza Tabrizi       | Andrea Newman & Michael Gilvary | 3 oktober 2018    |
| 140          | 3              | Thirty Percent Sleight of Hand | Eric Laneuville    | Michael A. O’Shea               | 10 oktober 2018   |
| 141          | 4              | This Isn't Charity             | Batan Silva        | Matt Whitney                    | 17 oktober 2018   |
| 142          | 5              | A Volatile Mixture             | Sanford Bookstaver | Andrea Newman                   | 24 oktober 2018   |
| 143          | 6              | All the Proof                  | Leslie Libman      | Jamila Daniel                   | 31 oktober 2018   |
| 144          | 7              | What Will Define You           | Olivia Newman      | Michael A. O'Shea               | 7 november 2018   |
| 145          | 8              | The Solution to Everything     | Mark Tinker        | Michael Gilvary                 | 14 november 2018  |
| 146          | 9              | Always a Catch                 | Reza Tabrizi       | Derek Haas                      | 5 december 2018   |
| 147          | 10             | Inside These Walls             | Jono Oliver        | Matt Whitney                    | 9 januari 2019    |
| 148          | 11             | You Choose                     | Paul McCrane       | Jamila Daniel                   | 16 januari 2019   |
| 149          | 12             | Make This Right                | Milena Govich      | Andrea Newman                   | 23 januari 2019   |
| 150          | 13             | The Plunge                     | Leslie Libman      | Michael A. O'Shea               | 6 februari 2019   |
| 151          | 14             | It Wasn't About Hockey         | Carl Seaton        | Elizabeth Sherman & Derek Haas  | 13 februari 2019  |
| 152          | 15             | What I Saw                     | Reza Tabrizi       | Andrea Newman & Michael Gilvary | 20 februari 2019  |
| 153          | 16             | Fault in Him                   | Eric Laneuville    | Matt Whitney                    | 27 februari 2019  |
| 154          | 17             | Move a Wall                    | Olivia Newman      | Derek Haas                      | 27 maart 2019     |
| 155          | 18             | No Such Thing as Bad Luck      | Jann Turner        | Michael Gilvary                 | 3 april 2019      |
| 156          | 19             | Until the Weather Breaks       | Reza Tabrizi       | Michael A. O'Shea               | 24 april 2019     |
| 157          | 20             | Try Like Hell                  | Stephen Cragg      | Matt Whitney & Jamila Daniel    | 8 mei 2019        |
| 158          | 21             | The White Whale                | Joe Chappelle      | Andrea Newman & Michael Gilvary | 15 mei 2019       |
| 159          | 22             | I'm Not Leaving You            | Reza Tabrizi       | Derek Haas                      | 22 mei 2019       |

## Seizoen 8 (2019-2020)
| nr. in serie | nr. in seizoen | Titel                             | Regisseur          | Schrijver(s)                    | Uitzenddatum      |
| ------------ | -------------- | --------------------------------- | ------------------ | ------------------------------- | ----------------- |
| 160          | 1              | Sacred Ground                     | Reza Tabrizi       | Derek Haas                      | 25 september 2019 |
| 161          | 2              | A Real Shot in the Arm            | Sanford Bookstaver | Andrea Newman & Michael Gilvary | 2 oktober 2019    |
| 162          | 3              | Badlands                          | Olivia Newman      | Michael A. O'Shea               | 9 oktober 2019    |
| 163          | 4              | Infection: Part I                 | Reza Tabrizi       | Derek Haas                      | 16 oktober 2019   |
| 164          | 5              | Buckle Up                         | Leslie Libman      | Matt Whitney                    | 23 oktober 2019   |
| 165          | 6              | What Went Wrong                   | Sanford Bookstaver | Jamila Daniel                   | 30 oktober 2019   |
| 166          | 7              | Welcome to Crazytown              | Carl Seaton        | Andrea Newman & Michael Gilvary | 6 november 2019   |
| 167          | 8              | Seeing is Believing               | Eric Laneuville    | Ron McCants                     | 13 november 2019  |
| 168          | 9              | Best Friend Magic                 | Reza Tabrizi       | Derek Haas                      | 20 november 2019  |
| 169          | 10             | Hold Our Ground                   | Matt Earl Beesley  | Michael A. O'Shea               | 8 januari 2020    |
| 170          | 11             | Where We End Up                   | Batan Silva        | Matt Whitney                    | 15 januari 2020   |
| 171          | 12             | Then Nick Porter Happened         | Reza Tabrizi       | Andrea Newman & Michael Gilvary | 22 januari 2020   |
| 172          | 13             | A Chicago Welcome                 | Paul McCrane       | Derek Haas                      | 5 februari 2020   |
| 173          | 14             | Shut It Down                      | Leslie Libman      | Neil McCormack                  | 12 februari 2020  |
| 174          | 15             | Off The Grid                      | Reza Tabrizi       | Matt Whitney                    | 26 februari 2020  |
| 175          | 16             | The Tendency of a Drowning Victim | Matt Earl Beesley  | Andrea Newman & Michael Gilvary | 4 maart 2020      |
| 176          | 17             | Protect a Child                   | Brenna Malloy      | Derek Haas                      | 18 maart 2020     |
| 177          | 18             | I'll Cover You                    | Eric Laneuville    | Michael Gilvary & Andrea Newman | 25 maart 2020     |
| 178          | 19             | Light Things Up                   | Nicole Rubio       | Elizabeth Sherman               | 8 april 2020      |
| 179          | 20             | 51's Original Bell                | Eric Laneuville    | Matt Whitney                    | 15 april 2020     |

## Seizoen 9 (2020-2021)
| nr. in serie | nr. in seizoen | Titel                       | Regisseur         | Schrijver(s)                                 | Uitzenddatum     |
| ------------ | -------------- | --------------------------- | ----------------- | -------------------------------------------- | ---------------- |
| 180          | 1              | Rattle Second City          | Reza Tabrizi      | Derek Haas                                   | 11 november 2020 |
| 181          | 2              | That Kind of Heat           | Reza Tabrizi      | Andrea Newman & Michael Gilvary              | 18 november 2020 |
| 182          | 3              | Smash Therapy               | Eric Laneuville   | Matt Whitney                                 | 13 januari 2021  |
| 183          | 4              | Funny What Things Remind Us | Matt Earl Beesley | Elizabeth Sherman                            | 27 januari 2021  |
| 184          | 5              | My Lucky Day                | Reza Tabrizi      | Michael Gilvary & Andrea Newman & Derek Haas | 3 februari 2021  |
| 185          | 6              | Blow This Up Somehow        | Matt Earl Beesley | Andrea Newman & Michael Gilvary              | 10 februari 2021 |
| 186          | 7              | Dead of Winter              | Brenna Malloy     | Kimberly Ndombe                              | 17 februari 2021 |
| 187          | 8              | Escape Route                | Matt Earl Beesley | Neil McCormack                               | 10 maart 2021    |
| 188          | 9              | Double Red                  | Reza Tabrizi      | Derek Haas                                   | 17 maart 2021    |
| 189          | 10             | One Crazy Shift             | Milena Govich     | Ashley Cooper                                | 31 maart 2021    |
| 190          | 11             | A Couple Hundred Degrees    | Brenna Malloy     | Andrea Newman & Michael Gilvary              | 7 april 2021     |
| 191          | 12             | Natural Born Firefighter    | Eric Laneuville   | Matt Whitney                                 | 21 april 2021    |
| 192          | 13             | Don't Hang Up               | Reza Tabrizi      | Derek Haas                                   | 5 mei 2021       |
| 193          | 14             | What Comes Next             | Eric Laneuville   | Elizabeth Sherman                            | 12 mei 2021      |
| 194          | 15             | A White-Knuckle Panic       | Reza Tabrizi      | Andrea Newman & Michael Gilvary              | 19 mei 2021      |
| 195          | 16             | No Survivors                | Lisa Robinson     | Derek Haas                                   | 26 mai 2021      |

## Seizoen 10 (2021-2022)
| nr. in serie | nr. in seizoen | Titel                           | Regisseur         | Schrijver(s)                    | Uitzenddatum      |
| ------------ | -------------- | ------------------------------- | ----------------- | ------------------------------- | ----------------- |
| 196          | 1              | Mayday                          | Reza Tabrizi      | Andrea Newman & Michael Gilvary | 22 september 2021 |
| 197          | 2              | Head Count                      | Matt Earl Beesley | Matt Whitney                    | 29 september 2021 |
| 198          | 3              | Counting Your Breaths           | Heather Cappiello | Elizabeth Sherman               | 6 oktober 2021    |
| 199          | 4              | The Right Thing                 | Stephen Cragg     | Andrea Newman & Michael Gilvary | 13 oktober 2021   |
| 200          | 5              | Two Hundred                     | Reza Tabrizi      | Derek Haas                      | 20 oktober 2021   |
| 201          | 6              | Dead Zone                       | Matt Earl Beesley | Ashley Cooper                   | 27 oktober 2021   |
| 202          | 7              | Whom Shall I Fear?              | Reza Tabrizi      | Victor Teran                    | 3 november 2021   |
| 203          | 8              | What Happened at Whiskey Point? | Stephen Cragg     | Andrea Newman & Michael Gilvary | 10 november 2021  |
| 204          | 9              | Winterfest                      | Reza Tabrizi      | Derek Haas                      | 8 december 2021   |
| 205          | 10             | Back with a Bang                | Matt Earl Beesley | Andrea Newman & Michael Gilvary | 5 januari 2022    |
| 206          | 11             | Fog of War                      | Lisa Robinson     | Matt Whitney                    | 12 januari 2022   |
| 207          | 12             | Show of Force                   | Lisa Demaine      | Elizabeth Sherman               | 19 januari 2022   |
| 208          | 13             | Fire Cop                        | Kantú Lentz       | Andrea Newman & Michael Gilvary | 23 februari 2022  |
| 209          | 14             | An Officer with Grit            | Stephen Cragg     | Matt Demblowski                 | 2 maart 2022      |
| 210          | 15             | The Missing Piece               | Daniel Willis     | Andrea Newman & Michael Gilvary | 9 maart 2022      |
| 211          | 16             | Hot and Fast                    | Lisa Demaine      | Elizabeth Sherman               | 16 maart 2022     |
| 212          | 17             | Keep You Safe                   | Reza Tabrizi      | Ashley Cooper                   | 6 april 2022      |
| 213          | 18             | What's Inside You               | Brenna Malloy     | Derek Haas                      | 13 april 2022     |
| 214          | 19             | Finish What You Started         | Carlos Bernard    | Matt Whitney                    | 20 april 2022     |
| 215          | 20             | Halfway to the Moon             | Lisa Robinson     | Lisa Robinson                   | 11 mei 2022       |
| 216          | 21             | Last Chance                     | Brenna Malloy     | Victor Teran                    | 18 mei 2022       |
| 217          | 22             | The Magnificent City of Chicago | Reza Tabrizi      | Andrea Newman & Michael Gilvary | 25 mei 2022       |